# هلن هنف
هلن هَـنف (انگلیسی: Helen Hanft؛ ۴ آوریل ۱۹۳۴ – ۳۰ مهٔ ۲۰۱۳) هنرپیشه اهل ایالات متحده آمریکا بود.

## بخشی از فیلمشناسی
از فیلم‌ها یا برنامه‌های تلویزیونی که وی در آن نقش داشته‌است می‌توان به آثار زیر اشاره کرد.
- ایستگاه بعدی، روستای گرینویچ (۱۹۷۶)
- منهتن (فیلم ۱۹۷۹) (۱۹۷۹)
- خاطرات استارداست (۱۹۸۰)
- آرتور (فیلم ۱۹۸۱) (۱۹۸۱)
- رز ارغوانی قاهره (۱۹۸۵)
- نه و نیم هفته (۱۹۸۶)
- ماه‌زده (۱۹۸۷)
- سفر به آمریکا (۱۹۸۸)
- گواهی‌نامه رانندگی (۱۹۸۸)
- داستان‌های نیویورکی (۱۹۸۹)
- مراسم عقد بتسی (۱۹۹۰)
- زن قصاب (۱۹۹۱)
- شمال (فیلم ۱۹۹۴) (۱۹۹۴)
- ضریب هوشی (فیلم) (۱۹۹۴)
- هم‌دست (۱۹۹۶)
- آقای حسادت (۱۹۹۷)
- تب (فیلم ۱۹۹۹) (۱۹۹۹)
- نویز (فیلم ۲۰۰۷) (۲۰۰۷)